# Christian Levin
Christian Levin, född 1967, är en svensk civilingenjör och företagsledare.
Levin är operativ chef för Traton SE. Han anställdes på Traton år 2019, efter att ha varit försäljnings- och marknadsdirektör för Scania, där han ingått i den verkställande lednigen. Han anställdes som trainee på Scania år 1994 efter civilingenjörsutbildning inom maskinteknik på Kungliga Tekniska Högskolan i Stockholm.
I februari 2021 meddelades det att Levin tar över som verkställande direktör för Scania efter Henrik Henriksson den 1 maj 2021, då denne lämnar Scania för att bli vd för H2 Green Steel.